# 州實施計劃
州實施計劃（State Implementation Plan）簡稱SIP，是美國各州因應美国国家环境保护局（EPA）提出的淨化空氣法案的實施計劃。州實施計劃是由各州政府所發展，由国家环境保护局核可，其中包括了各州控制及清理污染區域的說明、規則、技術文件以及協議。

## 最低可達到排放率
最低可達到排放率（Lowest achievable emissions rate，簡稱LAER）是美国国家环境保护局用來確認新的或是已修改的主要污染源是否可以通過州實施計劃的依據。LAER標準是未達空氣品質標準地區內的主要污染源需要達到的標準。此標準是最嚴格的標準，比最佳可行控制技術及合理可行控制技術都要嚴格。

## 最佳可行控制技術
最佳可行控制技術（Best available control technology，簡稱BACT）是美國1990年淨化空氣法案中授權使用的污染控制標準。
美国国家环境保护局決定哪些污染源需要使用特定的污染防治策略將污染源控制在一定範圍內。當確定使用最佳可用控制技術時，需考慮能耗、總源排放、區域環境影響、經濟成本等因素。美国国家环境保护局目前規定是以新源評估指引下的污染源為準，會以個案評估的方式確認。
最佳可行控制技術明顯的比合理可行控制技術要嚴格，但比最低可達到排放率要寬鬆許多。

## 合理可行控制技術
合理可行控制技術（Reasonably available control technology，簡稱RACT）是美国国家环境保护局提出的污染控制標準，用來確認要用哪一種空污控制技術來控制污染物在限定範圍內。合理可行控制技術是用在不符合空氣品質標準地區的已有污染源，並且要求所有的來源都需要符合此標準。
合理可行控制技術比最佳可行控制技術以及最低可達到排放率都要寬鬆許多。

## 外部連結
- EPA （页面存档备份，存于） - Overview of Best Available Control Technology
- Basic Information About SIPs （页面存档备份，存于） - EPA
- RACT/BACT/LAER Clearinghouse （页面存档备份，存于） - EPA
- Texas SIP （页面存档备份，存于）
- Massachusetts SIP